# Süntelbuche im Bleeksgrund
Die Süntelbuche, beschreibend Süntelbuche im Bleeksgrund oder Süntelbuche an der Kuhweide genannt, ist ein Naturdenkmal im Süntel bei Hülsede im Landkreis Schaumburg in Niedersachsen. Der Baum war ein rares zweistämmiges Exemplar der seltenen Baumart.

## Hintergrund
Bei der Verkoppelung im Jahr 1843 wurde im Süntel zwischen Hülsede und Raden ein Bestand von einigen tausend Süntelbuchen gerodet. Danach verblieben weniger als 100 Süntelbuchen in Deutschland.
Im Jahr 2009 waren weltweit wieder mehr als 1200 und 2020 über 2400 Exemplare bekannt.

## Beschreibung

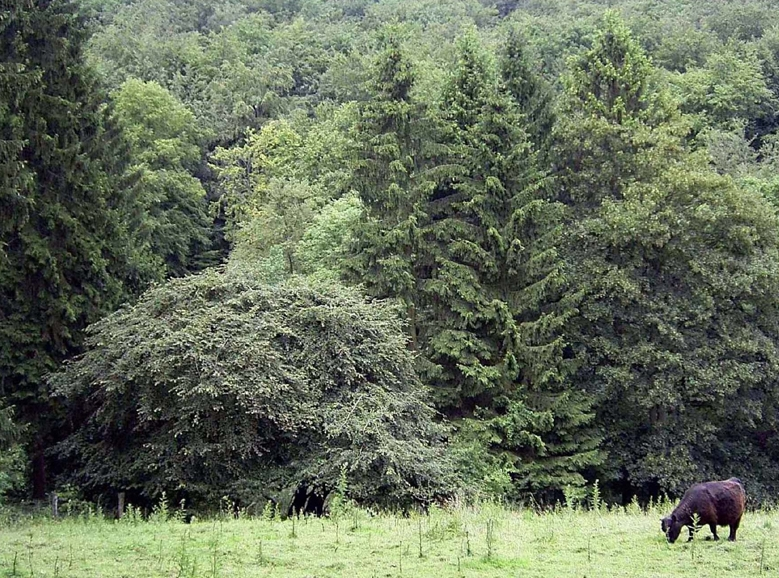
Blick über die „Kuhweide“ zur Süntelbuche (2005)

Das Naturdenkmal steht am Rand der „Kuhweide“ oberhalb von Krackes Ruh.
Der Standort ist südlich abseits des Weges von Hülsede nach Raden in Höhe der einstigen, noch auf Wanderkarten markierten „Krüppelbuche“. Unmittelbar am Fuß der Süntelbuche verläuft ein Rückeweg, 
Im Jahr 2009 war die Süntelbuche etwa 100 Jahre alt, hatte eine Höhe von 10,2 Meter und einen Kronendurchmesser von 12,3 Metern.
Als Besonderheit des Baums galt, dass sich aus der Baumwurzel zwei Stämme entwickelt hatten, die eine gemeinsame Baumkrone bildeten.

## Beschädigungen
1999 stürzte eine vom Sturm gefällte Fichte in die Baumkrone der Süntelbuche, wodurch diese zu Schaden kam. Als sich die vom für den Erhalt des Naturdenkmals zuständigem Landkreis Schaumburg beabsichtigte behutsame Entfernung der Fichte durch eine Spezialfirma verzögerte, beseitigte der damalige Waldbesitzer den gestürzten Baum 2000 im Frühjahr selber. Hierdurch entstand weiterer Schaden, von dem sich die Süntelbuche aber erholte.
Im Herbst 2019 bemerkte ein Wanderer, dass einer der beiden Stämme mit der Kettensäge knapp über dem Boden abgesägt worden war.
Möglicherweise war der Stamm im Weg gewesen, als im in Privatbesitz befindlichem Wald am Hang oberhalb der Süntelbuche ein von Borkenkäfern befallener Fichtenschlag abgeholzt und abtransportiert wurde.

## Naturdenkmal

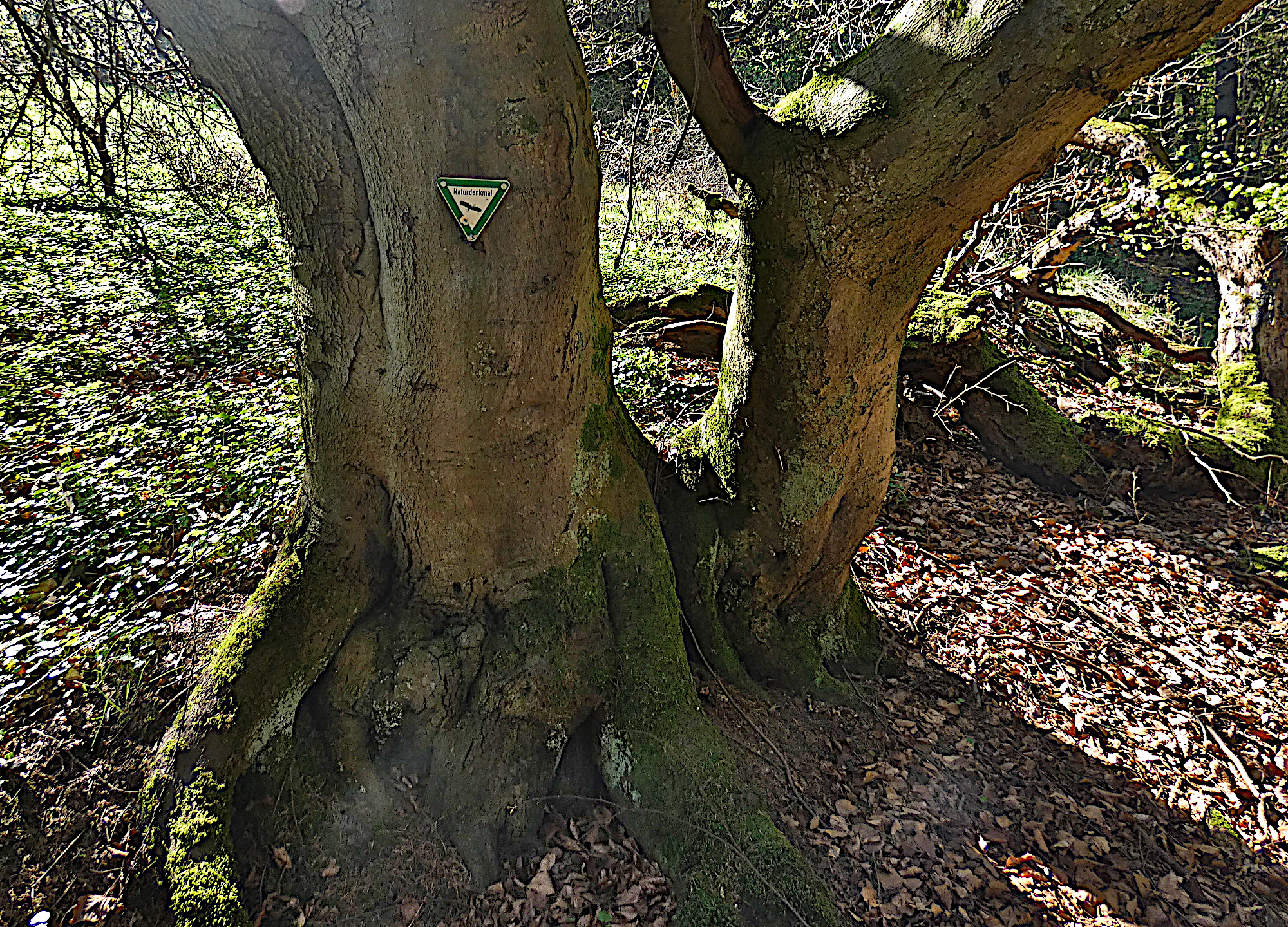
Doppelstämmige Süntelbuche (2018)

Der Landkreis Schaumburg stellte den Baum unter der Bezeichnung Süntelbuche mit einer am 18. Dezember 1979 erlassenen, am 6. Februar 1980 im Amtsblatt für den Regierungsbezirk Hannover veröffentlichten und am 7. Februar 1980 in Kraft getretenen Verordnung unter Schutz.